# لتیسیا بردیسه
لتیسیا برِدیسه (اسپانیایی: Leticia Brédice‎؛ زادهٔ ۲۶ ژوئیهٔ ۱۹۷۵) بازیگر اهل آرژانتین است. 
از فیلم‌هایی که وی در آن نقش داشته است، می‌توان به دانش‌آموختگان، ناین کوئینز، فرانسیس: برایم دعا کن، زنان قاتل و تترو اشاره کرد.